# Cratere Langmuir
Langmuir è un cratere lunare di 91,5 km situato nella parte sud-orientale della faccia nascosta della Luna.